# Dolina (obwód Szumen)
Dolina (bułg. Долина) – wieś w Bułgarii, w obwodzie Szumen, w gminie Kaolinowo. W 2024 roku liczyła 507 mieszkańców.